# 狂った野獣
『狂った野獣』（くるったやじゅう）は、1976年5月15日に公開された日本映画。カラー、シネマスコープ（2.35:1）、78分。製作・東映京都撮影所、配給：東映。映倫番号：18675（予告編番号：18675-T）。
逃亡を図る2組の凶悪犯が同じ路線バスに乗り合わせたことによって起こるパニックを描いたカーアクション映画。「'70s東映プログラムピクチャーの魅力が炸裂する『和モノB級パンク・ムービーの傑作』」と評される。
英語題はA Savage Beast Goes Mad。

## ストーリー
視力の低下のために大事故を起こし、テストドライバーをクビになった速水伸は、「もうハンドルは握らない」と決意し、生活資金を作るため、恋人・美代子と大阪の宝石店から8500万円相当の宝石類を強奪する。事件は大きく報道される。
京都市内にしばらく身を隠した速水は、美代子と落ち合って高飛びするために京都駅行きの路線バス「京洛バス」に乗った。ところが、銀行強盗に失敗して逃走中の谷村と桐野がそのバスに乗り込んできて車内をジャックし、乗客全員を人質にとる。人質は次々と傷つけられ、バス内は大パニックとなるが、速水はふてぶてしい態度を崩さず、谷村と桐野は狼狽する。そのうち、乗客同士もいら立ちから小競り合いを始める。
谷村と桐野はバスの営業所に立ち寄ってはナンバープレートを次々と入れ替え、警察の捜査を撹乱する。ある営業所に立ち寄った際、速水は隙を見て「ここに銀行強盗がいるぞ」と叫び、バスを脱出しようとするが、手をドアに挟まれ、宝石類が入ったバイオリンケースをバスに残したまま振り落とされてしまう。速水は自転車を盗んでバスを追いかける。
ラジオで事件の一報を聞いた美代子は、バイクで速水を探し回り、合流する。速水は美代子のバイクに便乗したうえでバスに追いつかせて飛び込み、ケースを回収しようとするが、逆上した谷村と奪い合いになったことで宝石が散らばり、乗客に身元がバレてしまう。一方、バスの運転手・宮本は緊張状態が続くと心臓発作を起こす持病を隠して勤務しており、ついに意識を失う。バスは猛スピードで暴走を始める。桐野がなんとかバスを止めるが、そこに警官隊が追いつく。逮捕を恐れた速水がハンドルを奪い、バスはふたたび発車する。視界が乱れている速水が運転するバスはより暴走をみせ、乗客の誰もが死を覚悟する。
バスは逃走の果てに横転し、警官隊が追いつく。谷村と桐野は乗客の少年にナイフを突きつけ、警察を牽制する。一計を案じた速水はアナウンス用のマイクを使い、無辜の人質を装って「犯人がヘリコプターを要求している」と伝える。また乗客たちに、散らばった宝石類を集めてケースに戻すよう指示する。乗客たちは少しずつ宝石類をかすめ取る。
ヘリコプターが着陸すると、速水は「人質代表」として谷村・桐野にナイフを突きつけさせながら乗りこもうとする。しかしヘリコプターは彼らを待たずに飛び立ち、谷村・桐野は射殺される。警官隊に保護された速水は「立ち小便させてくれ」と言い残して消える。記者会見に応じた残りの乗客たちは速水のことについて問われるが、一様に何も語ろうとしなかった。速水とともに逃げ切った美代子は空のケースを前に「次は何をやろうか」と笑った。

## 出演
順は本作タイトルバックに、役名はキネマ旬報映画データベース（KINENOTE）に基づく。
- 速水伸：渡瀬恒彦
- 下坂巡査（下京署 白バイ警官）：室田日出男
- 谷村三郎（バスジャック犯）：川谷拓三
- 立花かおる（バスの乗客 女優志望の女）：橘麻紀
- 小林ハルミ（バスの乗客 カーラーをつけた女）：中川三穂子
- 加藤夫人（直樹の母親）：松井康子
- 河原文子（バスの乗客 不倫中の主婦）：三浦徳子
- 戸田政江（バスの乗客 ペット連れの中年女）：荒木雅子
- 桐野利夫（バスジャック犯）：片桐竜次
- 松原啓一（バスの乗客 不倫中の小学校教師）：野口貴史
- 米良達（バスの乗客 チンドン屋）：畑中伶一
- 極楽一郎（バスの乗客 チンドン屋）：志賀勝
- 北村刑事（下京署 捜査主任）：岩尾正隆
- 半田市次郎（バスの乗客 老人）：野村鬼笑
- 西勲（バスの乗客 ラジオを持った作業員の男）：松本泰郎
- 田中夫人（茂男の母親）：富永佳代子
- 極楽良子（バスの乗客 チンドン屋・一郎の妻）：丸平峰子
- 加藤直樹（バスの乗客 巨人帽の小学生）：細井伸悟
- 田中茂男（バスの乗客 大洋帽の小学生）：秋山克臣
- 京都府警の警部：木谷邦臣
- 宮本義一（バスの運転手）：中田慎一郎 ※東映車両部のロケバス運転手[4][9]。
- 下京署巡査部長（加藤夫人・田中夫人に責められる警官）：森源太郎
- 青木（警部に叱責されるバス会社社員）：笹木俊志
- 小田次郎（宮本の上司）：疋田泰盛
- 事務係員：前川良三
- エンジニア：大月正太郎
- 泉原（宮本の上司）：有島淳平
- 新聞記者：波多野博、司裕介
- 松原の妻：星野美恵子
- フォーク歌手：三上寛
- ラジオパーソナリティー：笑福亭鶴瓶
- 岩崎美代子（速水の情婦・共犯者）：星野じゅん（新人）
- ノンクレジット
  - 署員：福本清三
  - 刑事・駐車場の警備員：北川俊夫、矢部義章
  - 機動隊指揮官：友金敏雄、池田謙治
  - 喫茶店の客・警官・白バイ警官：白井孝史
  - 銀行ガードマン：平河正雄
  - 銀行員・警官：藤沢徹夫、高谷舜二
  - 刑事：大城泰
  - 銀行ガードマン・バスのエンジニア、峰蘭太郎
  - 警官・バス会社社員・バスのエンジニア・記者：森谷譲
  - バス会社社員・刑事：壬生新太郎
  - 警官：小坂和之、志茂山高也、大矢敬典、奈辺悟、小峰隆司、藤長照夫
  - 事務員・刑事：寺内文夫
  - 老婆：岡嶋艶子
  - 宝石店ガードマン：宮城幸生
  - テストドライブのエンジニア：藤本秀夫
  - パトカーの警官：細川ひろし
  - カメラマン：島田秀雄

## スタッフ
順（監督除く）は本作タイトルバックに、クレジットのない主要スタッフは他の資料に基づく。
- 監督：中島貞夫
- 企画：奈村協、上阪久和
- 脚本：中島貞夫、大原清秀、関本郁夫
- 撮影：塚越堅二
- 照明：北口光三郎
- 録音：溝口正義
- 美術：森田和雄
- 音楽：広瀬健次郎
- 編集：神田忠男
- 助監督：藤原敏之
- 記録：森村幸子
- 装置：吉岡茂一
- 装飾：白石義明
- 美粧：枦川芳昭
- 結髪：中村美千代
- スチール：木村武司
- 衣裳：高安彦司
- 演技事務：上田義一
- 擬斗：土井淳之祐
- 進行主任：長岡功
- 主題歌：三上寛「小便だらけの湖」（作詞・作曲：三上寛）（ノンクレジット）[1]

## 製作

### 企画
本作は東映が同じ1976年に渡瀬恒彦主演で『暴走パニック 大激突』（深作欣二監督）とともに2本だけ製作したカーアクションをメインとした映画である。
『暴走パニック 大激突』と『狂った野獣』は同じ着想から生まれた。『暴走パニック 大激突』の方は物量で押す『バニシングin60″』風に対して『狂った野獣』は、ほぼ全編がバス内という密室劇の構造を持つ「走る『狼たちの午後』」といった趣である。1975年夏の『トラック野郎』の大当たりで波に乗る東映は、暴走路線に弾みが付いており、この1976年に『暴走パニック 大激突』『狂った野獣』『爆発! 暴走遊戯』という深作欣二、中島貞夫、石井輝男という三人の鬼才による「暴走映画」の三大傑作を生んだ。また東映はこの年、柳町光男監督の自主映画『ゴッド・スピード・ユー! BLACK EMPEROR』を買い取って公開し大ヒットさせた。「スピード」と「暴走」はこの時代のキーワードだった。

### 脚本
監督の中島は初め、岡田茂東映社長から本作の併映「『ラグビー野郎』をやれ」と言われた。中島はラグビーは好きで企画書を作る段階まではやったが話が噛み合わず、そこから逃げて手が空いてるときに、トラブルがあって番組に穴が空きそうになり「渡瀬主演、予算2000万円、とにかく間に合わせればいい」といった条件を言われ本作の製作を承諾した。『昭和39年の俺たち』 2023年5月号のインタビューでは「ラグビーの面白さはあるけど、どうにも映画として作るには難しいネタだった」と述べている。『ラグビー野郎』は『日本の首領』の企画を通すため、日下部五朗プロデューサーが裏技で東映館主会のボスに岡田の説得を頼んだために、その成功と引き換えに無理やりこのボスに製作を強要された映画だった。企画としてクレジットされている奈村協、上阪久和両プロデューサーは、当時の東映で一番権限のない若手だったという。同じインタビューでは当初予算は1000万円と言われたが、何とか2000万近くまで予算を勝ち取ったと述べている。渡瀬のギャラが危険手当付きで100万超。
本作はかつて京都の市バスが路線から外れてどっかに行ってしまう事件と、またこの4～5年前にバスの運転手が運転中に意識不明になってひっくり返った事件と、二つの事件を中島が覚えていたことから発想された。どっかに行ってしまう方の運転手はすぐに捕まったが、病気ではなく何かのアクシデントではっきりとした理由は公表されなかった。この二つの事件から「もし捕まらなかったらどうなるかを延々とやってみよう」という「京都を舞台にしたバスジャック」という構想が生まれた。そのころ京都は3箇所くらい道路を作っていて、そこを使えれば撮れると踏んでいた。また当時の京都はまだ空地が適当にあり、団地近くの空地でも撮影は可能だったという。
時間がないため大原清秀、関本郁夫に頼み脚本を手分けして書いた。取材を重ねるうち、日本のバス会社は運転機構がしっかりしていて、バスに対する運転手の忠誠心も高く、日本ではバスジャックは難しいなと思ったという。本作の題名は準備稿では『激突!バス・パニック』、『強奪!!バス・パニック』だったが、岡田社長が『狂った野獣』に変更した。その由来について中島は「なんか知りませんわ。もう岡田さんがタイトル言ったときには、何の抵抗もしなかった。言ったってダメだから」と話している。

### キャスティング
後年俳優としての名声を高める渡瀬恒彦だが、当時はようやく「添え物映画」の主役を張りはじめたころだった。本作では自ら命懸けのカースタントを演じるが、「他の人やらないじゃない、こんなバカなこと。まあ車が好きだったこともあるし、そういうことしか能がないからね。体張るみたいな、そういうことでしか東映の中で生きていける術がなかった」などと述べている。"狂犬"俳優時代の渡瀬の頂点をなす映画といえる。カーマニアである渡瀬は普段から撮影所の駐車場でスピンの練習をしていて、自分の車だとタイヤが擦り減るからと、川谷拓三の車を無理やり借りて練習することもあったという。
渡瀬は本作撮影のために大型免許を取得したが、車両部が絶対間に合わないと言っていたのに、いとも簡単に1週間で取得した。バスの運転手を演じる予定で渡瀬と一緒に大型免許を取りに行った俳優の白川浩二郎は試験に落ちた。このため白川が演じる予定だったバスの運転手は俳優ではなく、東映車両部のロケバスの運転手・中田慎一郎である。役者だと際どい運転が出来ないが、中田は東映京都でも一番運転が上手かったという。
ピラニア軍団は前年から放送されたテレビドラマ『前略おふくろ様』に、川谷拓三と室田日出男が中島と倉本聰の関係から抜擢されて人気が出て、このころはピラニア軍団をフィーチャーした企画が通りやすかったという。出演者のほとんどがピラニア軍団で重鎮俳優の出演もなく、相当な低予算で作られた。ピラニア軍団は金がないときは、中島貞夫がいるいないに関わらず、中島の家で酒を飲んでいて、本作も中島宅で「こういうのあるけどやる?」と聞いたら「やるやる」と出演が決まった。渡瀬がピラニア軍団の本当のまとめ役になったのはこの映画からといわれる。当時は東映東京撮影所（以下、東映東京）の方が東映京都より勢いがあり、東映東京から役者を呼ぶ風潮があったが、中島は東映京都で固めて、京都の意地を見せたかったと述べている。
初めて準主役級で出番の多い大役に抜擢された片桐竜次は、東映京都撮影所の高岩淡所長に突然呼び出されたが、最初は「こんなたくさん出番のある作品はできませんよ」と断ったと話している。また、本作のギャラは不明だが、通常だと日当800円だったと話している。片桐は本作を契機に若手の代表格として頭角を現しはじめた。
ラジオのDJ役を演じる笑福亭鶴瓶は映画初出演。当時は無名で渡瀬も鶴瓶が本作に出演していることをずっと知らなかった。
中盤の主人公の回想シーンに三上寛が出演し『小便だらけの湖』を唄う。『小便だらけの湖』はラストシーンにも流れる。

### 撮影
撮影日数約20日。但し絶対に事故は起こさないようにしたいと事前の準備は丹念にやった。バスも壊すため、順撮りしか不可能で、頭から順撮りされた。カーアクション映画とはいっても『暴走パニック 大激突』とは違い低予算のため、撮影用に購入した車はバス1台（日産ディーゼル・4R）とパトカー8台である。払い下げのバスが50万円で足回りのメンテナンスに100万円。パトカーは車検切れギリギリで10万円以下。俳優のギャラは100万円以上は渡瀬だけで、他の役者は極端に安かった。
主演の渡瀬は凄まじい身体能力で過激なカーアクションを全て自ら演じた。渡瀬が結構なスピードでバスと並走するバイクの後部座席に立ち、バスの窓から車内に入るシーンは練習なしの一発勝負。当然ながらバイクの運転に相当な技術と経験が求められ、中島監督も男にしか出来ないだろうと思い込んでいた。ところがクランクイン直前になって誰かが「女にやらせた方が面白いんじゃないか、映画としてバラエティーに富むし、何より画になる」と言い出した。それで志穂美悦子に頼んだら「バイクの運転は出来ない」と断られた。それで広く役を募り、何人かに撮影所でバイクを走らせてテストした。その中から「芝居はヘタだが、運転が上手い」という理由で星野じゅんが抜擢されたといわれる。渡瀬は「星野の運転は上手くなくよく揺れた」と述べていた。
また、このころ人気が急上昇していた川谷拓三らピラニア軍団も、渡瀬と命懸けのノー・スタントに挑んでいる。ピラニア軍団でも川谷・室田以外の役者は、まだ夕方撮影所に戻って『銭形平次』とかのテレビ時代劇の撮影に参加して「御用だ御用だ!」と言っていたという。
バスを追う白バイ警官・室田日出男が歩道橋から飛び乗るシーンは勿論、『ダーティハリー』のエンディング近くの有名なシーンのパロディ。場所は中島が昔住んでいた家の近所で新丸太町通の嵯峨新宮町にあった歩道橋。サービスカットのつもりで撮り、走るバスに張り付くシーンは実際に室田が体を張って演じた。室田自ら「自分でやるからスタント代くれ」と言ってきたという。
バスの転倒シーンは、当初専門のスタントマン・雨宮正信がやる予定だったが、渡瀬が雨宮に「君、やったことあるの?」と聞いたら「ありません」というから渡瀬自ら買って出た。「主役が怪我をしたら残りの撮影ができない」と監督と製作主任に止められたが、バスの転倒シーンが撮影の最後の方と分かり自らやることにした。すると川谷や片桐竜次、野口貴史らも乗ると言い出し、バスの中にカメラを仕掛けることになった。野口は「仁義なき戦いシリーズ」全作で菅原文太の組（広能組）で文太の子分を演じて「仁義なき戦い」ファンにはお馴染みの役者だが、ピラニア軍団のまとめ役で、軍団の連中も野口の言うことはよく聞いたという。
渡瀬とバスに同乗したのはこの3人で志賀勝は逃げたという。あとは人形である。松本泰郎がこのシーンとは関係のないシーンで居眠りして転倒し骨折した。横転シーンは1976年4月26日に滋賀県の琵琶湖スポーツランドで行われた。スポーツニッポン1976年4月27日付10頁に当日の撮影の詳細記事が載る。狭いバス内での撮影は難しく、カメラの塚越堅二はカメラ斜めにしたり、いろんな工夫をして撮影を行った。塚越も一緒に横転している。当時のスクリプターは女性で、記録クレジットの森村幸子だが、東映のスクリプターはちゃんと芝居が見たいと現場にいたがるため、危険なバスにも乗り込んで来て危ないシーンで降ろそうとすると拒否し、ギリギリまで乗り込んできたという。中島は「みんなが挑戦した映画。しかし毎日バスに乗っているとずっと揺れてて、寝てるときも揺れる感覚がして参った」と話している。
脚本にはバスが線路を走るシーンがあったが、当時の国鉄はうるさく撮影は出来なかった。
片桐竜次の見せ場である命綱なしでのヘリコプターへのぶら下がりは、近所の公園の鉄棒で練習を重ねていたが、ヘリの足がすごく太くて慌てたという。リハーサルなしの一発撮りで、ヘリがどんどん上昇し、下はアスファルトで、あまりに怖くて足もかけたと話している。こういうシーンには危険手当が1万円付いたので片桐は「5000円でやります」と積極的に手を挙げていたという。
バスジャック犯の川谷と片桐がそれぞれのお国言葉、川谷が高知弁、片桐が山口弁を話す。
京都の名所の類は一切出ず、京都感は全くない。

## 音楽
中島は音楽家の知り合いがおらず、広瀬健次郎は中島の親友・倉本聰からの紹介。

## 興行
日本では『ラグビー野郎』（主演：矢吹二朗、監督：清水彰）と併映。
『暴走パニック 大激突』『狂った野獣』は、ともに興行はふるわず、「東映カーアクション路線」はこの2本のみで、その後は続かなかった。

## 作品の評価
中島貞夫は「途中からバスの被害者と加害者が入れ替わる構成は、僕が学生の頃盛んだった左翼系運動『うたごえ運動』にある大衆憎悪がベースにある」、「自分の中では手応えがあり、公開時に反響があまりなかったことは意外だった。後年になって評価が上がったことはとても嬉しい」などと述べている。

## ネット配信
東映シアターオンライン（YouTube）：2023年1月27日21:00（JST） - 同年2月10日20:59（JST）